# Charles III van het Verenigd Koninkrijk
Charles Philip Arthur George (Buckingham Palace, Londen, 14 november 1948) is sinds 8 september 2022 als Charles III koning van vijftien landen uit het Gemenebest van Naties. Deze vijftien landen, bekend als de Commonwealth realms, zijn: het Verenigd Koninkrijk, Canada, Australië, Nieuw-Zeeland, Jamaica, de Bahama's, Grenada, Papoea-Nieuw-Guinea, de Salomonseilanden, Tuvalu, Saint Lucia, Saint Vincent en de Grenadines, Antigua en Barbuda, Belize en Saint Kitts en Nevis. Verder zijn er nog de veertien Britse overzeese gebieden en drie gebieden onder Brits kroonbezit: dit zijn de baljuwschappen Jersey en Guernsey en het eiland Man. Hij werd op zaterdag 6 mei 2023 gekroond en is de vijfde monarch van de Windsordynastie. Charles is vanaf zijn aantreden als koning tevens hoofd van het Gemenebest.
Hij is het oudste kind uit het huwelijk van koningin Elizabeth II van het Verenigd Koninkrijk en prins Philip Mountbatten. Van 1981 tot aan hun echtscheiding in 1996 was Charles getrouwd met lady Diana Spencer. Samen kregen zij twee zonen: kroonprins William en prins Harry. In 2005 hertrouwde hij met Camilla Parker Bowles, sinds 8 september 2022 koningin.

## Biografie

### Jonge jaren
Charles werd geboren in Londen, in Buckingham Palace, als eerste kind van kroonprinses Elizabeth en prins Philip Mountbatten, hertog van Edinburgh. Tevens was hij het eerste kleinkind van koning George VI en koningin Elizabeth. De aartsbisschop van Canterbury, Geoffrey Fisher, doopte Charles in het paleis op 15 december 1948. Voor de doop werd water gebruikt uit de Jordaan. Zijn peetouders waren koning George VI, koning Haakon VII van Noorwegen, koningin-moeder Mary (zijn overgrootmoeder), prinses Margaret (zijn tante), prins George van Griekenland (zijn grootoom), prinses Victoria Maria van Hessen-Darmstadt (zijn overgrootmoeder), Patricia Mountbatten en David Bowes-Lyon (zijn grootoom).
Toen Charles drie was, besteeg zijn moeder de troon als Elizabeth II. Charles werd daarmee automatisch haar troonopvolger. Op 2 juni 1953 woonde Charles de kroning bij van zijn moeder tot koningin.

### Opleiding
Charles was de eerste Britse kroonprins die niet alleen privéonderwijs genoot, maar ook scholen bezocht. Hij voltooide de middelbare school, Gordonstoun, met onder andere de vakken geschiedenis en Frans en studeerde daarna culturele antropologie en archeologie onder andere aan de Universiteit van Cambridge, waarin hij op masterniveau afstudeerde. Aan een militaire opleiding behaalde hij vervolgens enkele bevoegdheden als vliegenier.

### Prins van Wales

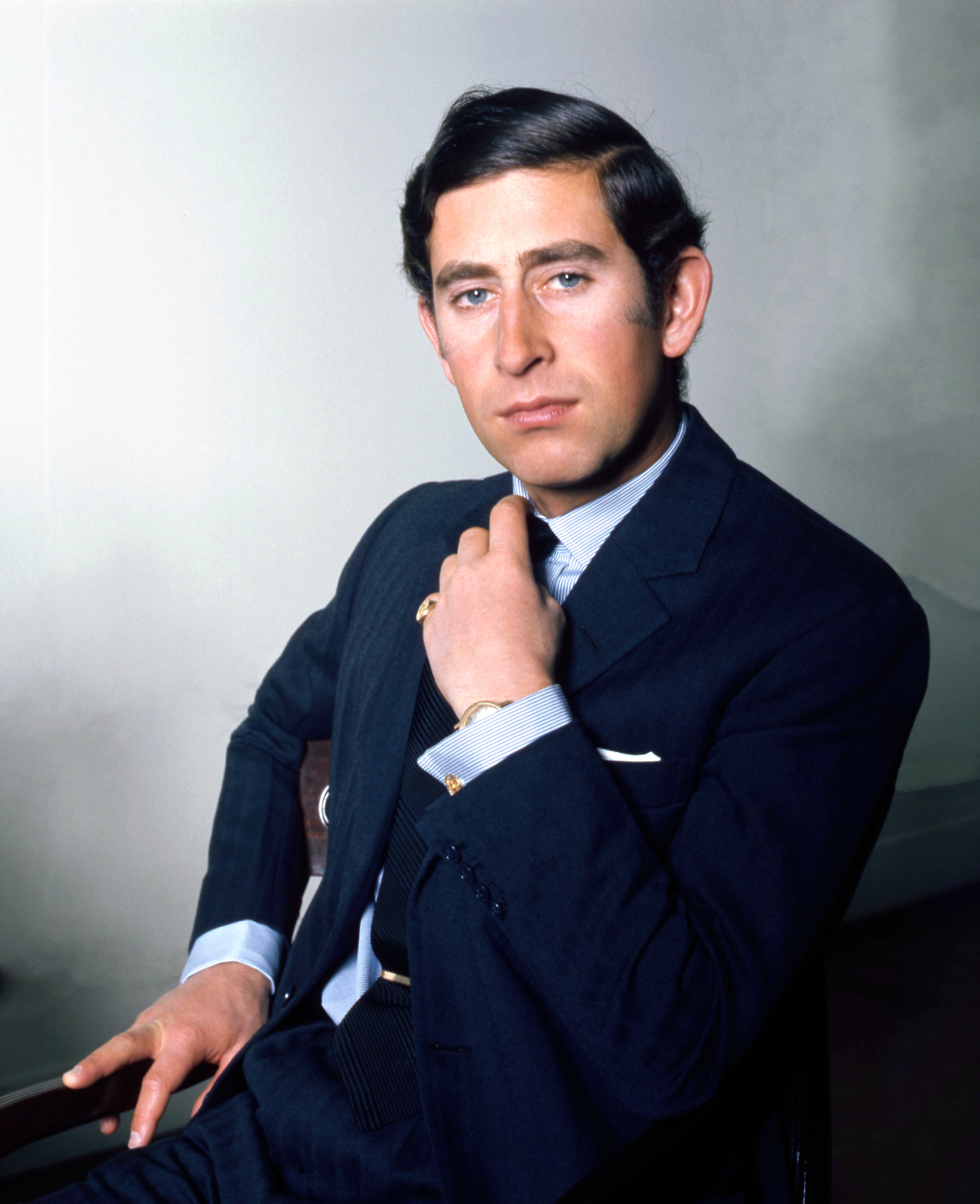
Charles in 1974

Op 26 juli 1958 werd Charles door zijn moeder benoemd tot Prins van Wales. Op 1 juli 1969 vond zijn investituur plaats. Voor deze gelegenheid leerde hij Welsh. In 1970 nam hij zitting in het Hogerhuis. In de jaren 70 woonde Charles een kabinetsbijeenkomst bij en was daarmee het eerste lid van de koninklijke familie sinds koning George I die dat deed. Charles nam met de oprichting van The Prince's Trust in 1976 steeds meer publieke taken op zich.
Op dinsdag 10 mei 2022 sprak hij namens zijn moeder de Queen's speech (troonrede) uit bij de jaarlijkse opening van het Britse parlement. De koningin had om gezondheidsredenen verstek laten gaan. In tegenstelling tot zijn moeder zat Charles bij deze gelegenheid niet op de troon, maar op die voor haar gemaal. Het was de eerste keer in twee eeuwen dat een Britse troonopvolger deze toespraak uitsprak en de eerste keer in de Britse historie door iemand die geen regent was.
Charles was de oudste troonopvolger die de titel Prins van Wales droeg. Hij was sinds 9 september 2017 de langste drager van deze titel. Sinds 2 november 2016 tot aan zijn koningschap was Charles de oudste kroonprins ter wereld ooit. Zijn voorganger op dit gebied was Oscar Frederik Willem Olaf Gustaaf Adolf van Zweden.

### Militaire training en carrière
Naar koninklijke traditie diende Charles in de krijgsmacht. Hij deed dat zowel bij de marine als luchtmacht.

### Huwelijk en gezin

#### Eerste huwelijk en echtscheiding
Charles ontmoette Diana Frances Spencer in 1977, terwijl hij haar huis bezocht voor een bezoek aan haar zus Sarah Spencer. In februari 1981 verloofden Charles en Diana zich. Zij trouwden op 29 juli 1981. Het echtpaar kreeg twee kinderen. Het gezinsleven speelde zich voornamelijk af op Kensington Palace en in Highgrove House.
Binnen vijf jaar kwam het huwelijk onder druk te staan. De aanhoudende zorgen van Diana over de minnares van Charles, Camilla Parker Bowles, werden zichtbaar en lieten hun sporen na in het huwelijk. Diana publiceerde Charles' affaire met Camilla in een boek, Diana, Her True Story. In december 1992 kondigde premier John Major in het parlement aan dat het paar ging scheiden. In hetzelfde jaar publiceerde de Britse pers telefoonconversaties uit 1989 tussen Charles en Camilla. Het huwelijk werd op 28 augustus 1996 ontbonden door echtscheiding. Nadat Diana verongelukte op 31 augustus 1997, vloog Charles, samen met haar zussen, naar Parijs om haar lichaam terug te brengen naar Groot-Brittannië.

#### Tweede huwelijk

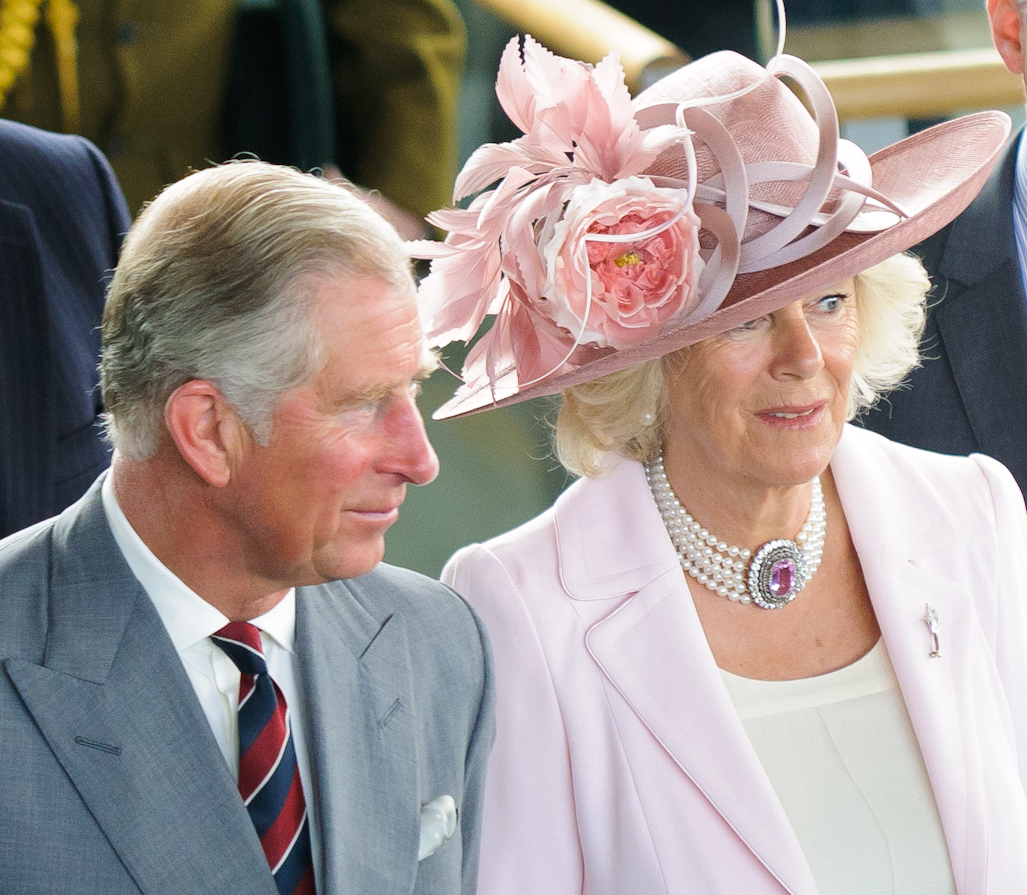
Charles en Camilla bij de officiële opening van het Parlement van Wales, Cardiff, 2011

De verloving tussen Charles en Camilla werd aangekondigd op 10 februari 2005. Camilla droeg een ring van zijn grootmoeder, Elizabeth Bowes-Lyon. Charles is het eerste lid van de Britse koninklijke familie dat een burgerlijk huwelijk had in plaats van een religieus huwelijk. Het huwelijk zou worden voltrokken op vrijdag 8 april 2005, maar werd met een dag uitgesteld vanwege de uitvaart die dag van paus Johannes Paulus II waarbij Charles aanwezig was. Uit dit huwelijk dat op zaterdag 9 april 2005 plaatsvond werden geen kinderen geboren. Na het overlijden van prinses Diana was Charles conform kerkelijk recht weduwnaar. Een kerkrechtelijk vergelijkbare situatie had in 1936 tot de abdicatie van koning Edward VIII geleid. De ouders van Charles waren niet aanwezig bij het voltrekken van het burgerlijk huwelijk, maar organiseerden dezelfde zaterdag in hun naam wel een receptie ter ere van het bruidspaar.

## Kinderen
| Naam                               | Dynastieke Titel | Geboortedatum     | Huwelijk |
| ---------------------------------- | --- | ----------------- | --- |
| William Arthur Philip Louis        | Prins van Wales, Hertog van Cornwall, Hertog van Rothesay, Hertog van Cambridge, Graaf van Chester, Graaf van Carrick, Graaf van Strathearn | 21 juni 1982      | Catherine Elizabeth Middleton, prinses van Wales, hertogin van Cornwall, hertogin van Rothesay, hertogin van Cambridge, gravin van Chester, gravin van Carrick, gravin van Strathearn, gehuwd op 29 april 2011. |
| Henry "Harry" Charles Albert David | Hertog van Sussex, Graaf van Dumbarton | 15 september 1984 | Rachel Meghan Markle, hertogin van Sussex, gravin van Dumbarton, gehuwd op 19 mei 2018. |

## Interesses
Charles heeft verschillende interesses, zowel op het sociale als op het persoonlijke vlak. Hij stichtte in 1976 The Prince's Trust en leidt de zestien organisaties voor het goede doel, die daar tegenwoordig onder vallen. Hij schreef voor zijn koningschap in boeken en artikelen over zijn interesses.
Een van zijn interesses is architectuur. Charles viel door de jaren heen op door pleidooien voor een meer traditionele architectuur. In 1984 vergeleek hij in een toespraak de sloop- en bouwwoede van het Londense stadsbestuur met het resultaat van de bombardementen van de Luftwaffe tijdens de Tweede Wereldoorlog. Zijn opmerking dat sommige moderne gebouwen als puisten, carbuncles, de stad ontsieren, leidde tot de instelling in 2006 van de Carbuncle Cup, een onderscheiding voor het slechtste ontwerp van het jaar.
Charles liet zijn ideeën in praktijk brengen in het dorpje Poundbury in Dorset. Ook heeft hij een passie voor tuinieren volgens biologische principes. Hij bezit het landgoed Highgrove in de omgeving van Bristol, waar hij regelmatig kunstenaars uitnodigde om een bloem of plant in aquarel te vereeuwigen. Zelf is hij ook aquarellist; in januari-februari 2022 exposeerde hij 75 landschappen in Garnison Chapel, Chelsea Barracks te Londen.

## Koningschap

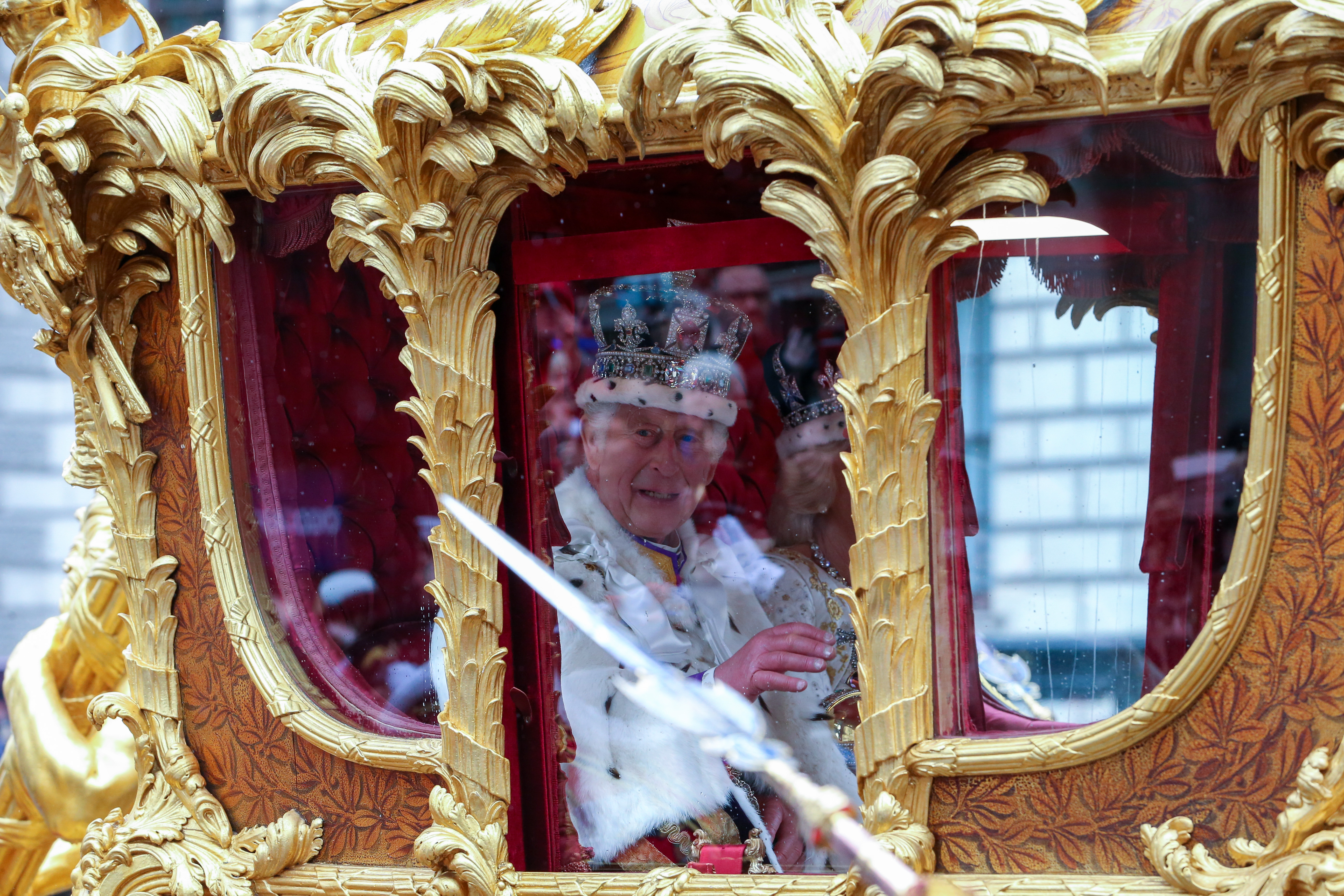
Charles in de Gold State Coach op zijn kroningsdag

Op donderdag 8 september 2022 overleed zijn moeder, waardoor Charles automatisch koning werd. Hij nam de regeringsnaam Charles III aan. De volgende dag gaf hij als koning zijn eerste officiële toespraak tot het volk met een eerder op de dag opgenomen videoboodschap. Hierin deed hij, net als zijn moeder zeventig jaar eerder, de belofte dat hij levenslang zou dienen. Zijn zoon William benoemde hij dezelfde vrijdag tot Prins van Wales.
Op zaterdag 10 september legde hij in het St. James’s Palace de eed af als constitutioneel monarch, een gebruik dat teruggaat op koning Willem III van Oranje en de Glorious Revolution.
Toen hij koning werd was Liz Truss net twee dagen premier van het Verenigd Koninkrijk. Op 25 oktober 2022 trad zij af en werd zij opgevolgd door Rishi Sunak. Sinds 5 juli 2024 is Keir Starmer premier.
Op zaterdag 6 mei 2023 werd Charles tot koning gekroond in de Westminster Abbey waarbij zijn gemalin Camilla tot koningin werd gekroond.
In januari 2024 werd Charles geopereerd aan een vergrote prostaat en moest daardoor tijdelijk zijn taken neerleggen. Bij deze behandeling werd nog een ander medisch probleem bij hem gevonden. Op 5 februari 2024 bracht Buckingham Palace naar buiten dat hij kanker had en hiervoor een behandeling moest ondergaan, die op die dag zou beginnen. Charles legde zijn publieke taken voorlopig neer. Charles was voor het eerst weer publiekelijk te zien bij de traditionele paasviering in Windsor Castle.

## Titels
De dynastieke titels van Charles:

Wapenschild van Charles, prins van Wales

- 14 november 1948 – 6 februari 1952: Zijne Koninklijke Hoogheid prins Charles van Edinburgh
- 6 februari 1952 – 8 september 2022: Zijne Koninklijke Hoogheid de hertog van Cornwall (en graaf van Carrick, baron van Renfrew, heer van de Eilanden, prins en opperhofmeester van Schotland)
- in Schotland, 6 februari 1952 – 8 september 2022: Zijne Koninklijke Hoogheid de hertog van Rothesay
- 26 juli 1958 – 8 september 2022: Zijne Koninklijke Hoogheid de prins van Wales (en graaf van Chester)
- 9 april 2021 – 8 september 2022: hertog van Edinburgh
- 8 september 2022 – heden: Zijne Majesteit de Koning van het Verenigd Koninkrijk en van veertien andere landen van de Commonwealth realm

Charles is ridder in de Orde van de Kousenband en benoemd tot ridder Grootkruis in de Orde van Oranje-Nassau.

## Kwartierstaat (voorouders)
| George I van Griekenland (1845-1913) | George I van Griekenland (1845-1913) | George I van Griekenland (1845-1913) | George I van Griekenland (1845-1913) | George I van Griekenland (1845-1913) | George I van Griekenland (1845-1913) | Olga Konstantinovna van Rusland (1851-1926) | Olga Konstantinovna van Rusland (1851-1926) | Olga Konstantinovna van Rusland (1851-1926) | Olga Konstantinovna van Rusland (1851-1926) | Olga Konstantinovna van Rusland (1851-1926) | Olga Konstantinovna van Rusland (1851-1926) |                                                 |                                                 | Lodewijk Alexander van Battenberg (1854-1921)   | Lodewijk Alexander van Battenberg (1854-1921)   | Lodewijk Alexander van Battenberg (1854-1921)   | Lodewijk Alexander van Battenberg (1854-1921)   | Lodewijk Alexander van Battenberg (1854-1921) | Lodewijk Alexander van Battenberg (1854-1921) | Victoria Maria van Hessen-Darmstadt (1863–1950) | Victoria Maria van Hessen-Darmstadt (1863–1950) | Victoria Maria van Hessen-Darmstadt (1863–1950) | Victoria Maria van Hessen-Darmstadt (1863–1950) | Victoria Maria van Hessen-Darmstadt (1863–1950) | Victoria Maria van Hessen-Darmstadt (1863–1950) |  |  | George V van het Verenigd Koninkrijk (1865-1936) | George V van het Verenigd Koninkrijk (1865-1936) | George V van het Verenigd Koninkrijk (1865-1936) | George V van het Verenigd Koninkrijk (1865-1936) | George V van het Verenigd Koninkrijk (1865-1936)  | George V van het Verenigd Koninkrijk (1865-1936)  | Mary van Teck (1867-1953)                         | Mary van Teck (1867-1953)                         | Mary van Teck (1867-1953)                         | Mary van Teck (1867-1953)                         | Mary van Teck (1867-1953)                            | Mary van Teck (1867-1953)                            |                                                      |                                                      | Claude Bowes-Lyon (1855-1944)                        | Claude Bowes-Lyon (1855-1944)                        | Claude Bowes-Lyon (1855-1944)    | Claude Bowes-Lyon (1855-1944)    | Claude Bowes-Lyon (1855-1944)    | Claude Bowes-Lyon (1855-1944)    | Cecilia Cavendish-Bentinck (1862-1938) | Cecilia Cavendish-Bentinck (1862-1938) | Cecilia Cavendish-Bentinck (1862-1938) | Cecilia Cavendish-Bentinck (1862-1938) | Cecilia Cavendish-Bentinck (1862-1938) | Cecilia Cavendish-Bentinck (1862-1938) |  |  |  |  |  |  |  |  |  |  |  |  |  |  |  |  |  |  |  |  |  |  |  |  |  |  |  |  |  |  |  |  |  |  |  |  |  |  |  |  |  |  |  |  |  |  |  |  |
| George I van Griekenland (1845-1913) | George I van Griekenland (1845-1913) | George I van Griekenland (1845-1913) | George I van Griekenland (1845-1913) | George I van Griekenland (1845-1913) | George I van Griekenland (1845-1913) | Olga Konstantinovna van Rusland (1851-1926) | Olga Konstantinovna van Rusland (1851-1926) | Olga Konstantinovna van Rusland (1851-1926) | Olga Konstantinovna van Rusland (1851-1926) | Olga Konstantinovna van Rusland (1851-1926) | Olga Konstantinovna van Rusland (1851-1926) |                                                 |                                                 | Lodewijk Alexander van Battenberg (1854-1921)   | Lodewijk Alexander van Battenberg (1854-1921)   | Lodewijk Alexander van Battenberg (1854-1921)   | Lodewijk Alexander van Battenberg (1854-1921)   | Lodewijk Alexander van Battenberg (1854-1921) | Lodewijk Alexander van Battenberg (1854-1921) | Victoria Maria van Hessen-Darmstadt (1863–1950) | Victoria Maria van Hessen-Darmstadt (1863–1950) | Victoria Maria van Hessen-Darmstadt (1863–1950) | Victoria Maria van Hessen-Darmstadt (1863–1950) | Victoria Maria van Hessen-Darmstadt (1863–1950) | Victoria Maria van Hessen-Darmstadt (1863–1950) |  |  | George V van het Verenigd Koninkrijk (1865-1936) | George V van het Verenigd Koninkrijk (1865-1936) | George V van het Verenigd Koninkrijk (1865-1936) | George V van het Verenigd Koninkrijk (1865-1936) | George V van het Verenigd Koninkrijk (1865-1936)  | George V van het Verenigd Koninkrijk (1865-1936)  | Mary van Teck (1867-1953)                         | Mary van Teck (1867-1953)                         | Mary van Teck (1867-1953)                         | Mary van Teck (1867-1953)                         | Mary van Teck (1867-1953)                            | Mary van Teck (1867-1953)                            |                                                      |                                                      | Claude Bowes-Lyon (1855-1944)                        | Claude Bowes-Lyon (1855-1944)                        | Claude Bowes-Lyon (1855-1944)    | Claude Bowes-Lyon (1855-1944)    | Claude Bowes-Lyon (1855-1944)    | Claude Bowes-Lyon (1855-1944)    | Cecilia Cavendish-Bentinck (1862-1938) | Cecilia Cavendish-Bentinck (1862-1938) | Cecilia Cavendish-Bentinck (1862-1938) | Cecilia Cavendish-Bentinck (1862-1938) | Cecilia Cavendish-Bentinck (1862-1938) | Cecilia Cavendish-Bentinck (1862-1938) |  |  |  |  |  |  |  |  |  |  |  |  |  |  |  |  |  |  |  |  |  |  |  |  |  |  |  |  |  |  |  |  |  |  |  |  |  |  |  |  |  |  |  |  |  |  |  |  |
|                                      |                                      |                                      |                                      |                                      |                                      |                                             |                                             |                                             |                                             |                                             |                                             |                                                 |                                                 |                                                 |                                                 |                                                 |                                                 |                                               |                                               |                                                 |                                                 |                                                 |                                                 |                                                 |                                                 |  |  |                                                  |                                                  |                                                  |                                                  |                                                   |                                                   |                                                   |                                                   |                                                   |                                                   |                                                      |                                                      |                                                      |                                                      |                                                      |                                                      |                                  |                                  |                                  |                                  |                                        |                                        |                                        |                                        |                                        |                                        |  |  |  |  |  |  |  |  |  |  |  |  |  |  |  |  |  |  |  |  |  |  |  |  |  |  |  |  |  |  |  |  |  |  |  |  |  |  |  |  |  |  |  |  |  |  |  |  |
|                                      |                                      |                                      |                                      | Andreas van Griekenland (1882-1944)  | Andreas van Griekenland (1882-1944)  | Andreas van Griekenland (1882-1944)         | Andreas van Griekenland (1882-1944)         | Andreas van Griekenland (1882-1944)         | Andreas van Griekenland (1882-1944)         |                                             |                                             |                                                 |                                                 |                                                 |                                                 | Alice van Battenberg (1885-1969)                | Alice van Battenberg (1885-1969)                | Alice van Battenberg (1885-1969)              | Alice van Battenberg (1885-1969)              | Alice van Battenberg (1885-1969)                | Alice van Battenberg (1885-1969)                |                                                 |                                                 |                                                 |                                                 |  |  |                                                  |                                                  |                                                  |                                                  | George VI van het Verenigd Koninkrijk (1895-1952) | George VI van het Verenigd Koninkrijk (1895-1952) | George VI van het Verenigd Koninkrijk (1895-1952) | George VI van het Verenigd Koninkrijk (1895-1952) | George VI van het Verenigd Koninkrijk (1895-1952) | George VI van het Verenigd Koninkrijk (1895-1952) |                                                      |                                                      |                                                      |                                                      |                                                      |                                                      | Elizabeth Bowes-Lyon (1900–2002) | Elizabeth Bowes-Lyon (1900–2002) | Elizabeth Bowes-Lyon (1900–2002) | Elizabeth Bowes-Lyon (1900–2002) | Elizabeth Bowes-Lyon (1900–2002)       | Elizabeth Bowes-Lyon (1900–2002)       |                                        |                                        |                                        |                                        |  |  |  |  |  |  |  |  |  |  |  |  |  |  |  |  |  |  |  |  |  |  |  |  |  |  |  |  |  |  |  |  |  |  |  |  |  |  |  |  |  |  |  |  |  |  |  |  |
|                                      |                                      |                                      |                                      | Andreas van Griekenland (1882-1944)  | Andreas van Griekenland (1882-1944)  | Andreas van Griekenland (1882-1944)         | Andreas van Griekenland (1882-1944)         | Andreas van Griekenland (1882-1944)         | Andreas van Griekenland (1882-1944)         |                                             |                                             |                                                 |                                                 |                                                 |                                                 | Alice van Battenberg (1885-1969)                | Alice van Battenberg (1885-1969)                | Alice van Battenberg (1885-1969)              | Alice van Battenberg (1885-1969)              | Alice van Battenberg (1885-1969)                | Alice van Battenberg (1885-1969)                |                                                 |                                                 |                                                 |                                                 |  |  |                                                  |                                                  |                                                  |                                                  | George VI van het Verenigd Koninkrijk (1895-1952) | George VI van het Verenigd Koninkrijk (1895-1952) | George VI van het Verenigd Koninkrijk (1895-1952) | George VI van het Verenigd Koninkrijk (1895-1952) | George VI van het Verenigd Koninkrijk (1895-1952) | George VI van het Verenigd Koninkrijk (1895-1952) |                                                      |                                                      |                                                      |                                                      |                                                      |                                                      | Elizabeth Bowes-Lyon (1900–2002) | Elizabeth Bowes-Lyon (1900–2002) | Elizabeth Bowes-Lyon (1900–2002) | Elizabeth Bowes-Lyon (1900–2002) | Elizabeth Bowes-Lyon (1900–2002)       | Elizabeth Bowes-Lyon (1900–2002)       |                                        |                                        |                                        |                                        |  |  |  |  |  |  |  |  |  |  |  |  |  |  |  |  |  |  |  |  |  |  |  |  |  |  |  |  |  |  |  |  |  |  |  |  |  |  |  |  |  |  |  |  |  |  |  |  |
|                                      |                                      |                                      |                                      |                                      |                                      |                                             |                                             |                                             |                                             | Philip Mountbatten (1921-2021)              | Philip Mountbatten (1921-2021)              | Philip Mountbatten (1921-2021)                  | Philip Mountbatten (1921-2021)                  | Philip Mountbatten (1921-2021)                  | Philip Mountbatten (1921-2021)                  |                                                 |                                                 |                                               |                                               |                                                 |                                                 |                                                 |                                                 |                                                 |                                                 |  |  |                                                  |                                                  |                                                  |                                                  |                                                   |                                                   |                                                   |                                                   |                                                   |                                                   | Elizabeth II van het Verenigd Koninkrijk (1926-2022) | Elizabeth II van het Verenigd Koninkrijk (1926-2022) | Elizabeth II van het Verenigd Koninkrijk (1926-2022) | Elizabeth II van het Verenigd Koninkrijk (1926-2022) | Elizabeth II van het Verenigd Koninkrijk (1926-2022) | Elizabeth II van het Verenigd Koninkrijk (1926-2022) |                                  |                                  |                                  |                                  |                                        |                                        |                                        |                                        |                                        |                                        |  |  |  |  |  |  |  |  |  |  |  |  |  |  |  |  |  |  |  |  |  |  |  |  |  |  |  |  |  |  |  |  |  |  |  |  |  |  |  |  |  |  |  |  |  |  |  |  |
|                                      |                                      |                                      |                                      |                                      |                                      |                                             |                                             |                                             |                                             | Philip Mountbatten (1921-2021)              | Philip Mountbatten (1921-2021)              | Philip Mountbatten (1921-2021)                  | Philip Mountbatten (1921-2021)                  | Philip Mountbatten (1921-2021)                  | Philip Mountbatten (1921-2021)                  |                                                 |                                                 |                                               |                                               |                                                 |                                                 |                                                 |                                                 |                                                 |                                                 |  |  |                                                  |                                                  |                                                  |                                                  |                                                   |                                                   |                                                   |                                                   |                                                   |                                                   | Elizabeth II van het Verenigd Koninkrijk (1926-2022) | Elizabeth II van het Verenigd Koninkrijk (1926-2022) | Elizabeth II van het Verenigd Koninkrijk (1926-2022) | Elizabeth II van het Verenigd Koninkrijk (1926-2022) | Elizabeth II van het Verenigd Koninkrijk (1926-2022) | Elizabeth II van het Verenigd Koninkrijk (1926-2022) |                                  |                                  |                                  |                                  |                                        |                                        |                                        |                                        |                                        |                                        |  |  |  |  |  |  |  |  |  |  |  |  |  |  |  |  |  |  |  |  |  |  |  |  |  |  |  |  |  |  |  |  |  |  |  |  |  |  |  |  |  |  |  |  |  |  |  |  |
|                                      |                                      |                                      |                                      |                                      |                                      |                                             |                                             |                                             |                                             |                                             |                                             |                                                 |                                                 |                                                 |                                                 |                                                 |                                                 |                                               |                                               |                                                 |                                                 |                                                 |                                                 |                                                 |                                                 |  |  |                                                  |                                                  |                                                  |                                                  |                                                   |                                                   |                                                   |                                                   |                                                   |                                                   |                                                      |                                                      |                                                      |                                                      |                                                      |                                                      |                                  |                                  |                                  |                                  |                                        |                                        |                                        |                                        |                                        |                                        |  |  |  |  |  |  |  |  |  |  |  |  |  |  |  |  |  |  |  |  |  |  |  |  |  |  |  |  |  |  |  |  |  |  |  |  |  |  |  |  |  |  |  |  |  |  |  |  |
|                                      |                                      |                                      |                                      |                                      |                                      |                                             |                                             |                                             |                                             |                                             |                                             |                                                 |                                                 |                                                 |                                                 |                                                 |                                                 |                                               |                                               |                                                 |                                                 |                                                 |                                                 |                                                 |                                                 |  |  |                                                  |                                                  |                                                  |                                                  |                                                   |                                                   |                                                   |                                                   |                                                   |                                                   |                                                      |                                                      |                                                      |                                                      |                                                      |                                                      |                                  |                                  |                                  |                                  |                                        |                                        |                                        |                                        |                                        |                                        |  |  |  |  |  |  |  |  |  |  |  |  |  |  |  |  |  |  |  |  |  |  |  |  |  |  |  |  |  |  |  |  |  |  |  |  |  |  |  |  |  |  |  |  |  |  |  |  |
|                                      |                                      |                                      |                                      |                                      |                                      |                                             |                                             |                                             |                                             |                                             |                                             | Charles III van het Verenigd Koninkrijk (1948-) | Charles III van het Verenigd Koninkrijk (1948-) | Charles III van het Verenigd Koninkrijk (1948-) | Charles III van het Verenigd Koninkrijk (1948-) | Charles III van het Verenigd Koninkrijk (1948-) | Charles III van het Verenigd Koninkrijk (1948-) |                                               |                                               | Anne Mountbatten-Windsor (1950-)                | Anne Mountbatten-Windsor (1950-)                | Anne Mountbatten-Windsor (1950-)                | Anne Mountbatten-Windsor (1950-)                | Anne Mountbatten-Windsor (1950-)                | Anne Mountbatten-Windsor (1950-)                |  |  | Andrew van York (1960-)                          | Andrew van York (1960-)                          | Andrew van York (1960-)                          | Andrew van York (1960-)                          | Andrew van York (1960-)                           | Andrew van York (1960-)                           |                                                   |                                                   | Edward van Edinburgh (1964-)                      | Edward van Edinburgh (1964-)                      | Edward van Edinburgh (1964-)                         | Edward van Edinburgh (1964-)                         | Edward van Edinburgh (1964-)                         | Edward van Edinburgh (1964-)                         |                                                      |                                                      |                                  |                                  |                                  |                                  |                                        |                                        |                                        |                                        |                                        |                                        |  |  |  |  |  |  |  |  |  |  |  |  |  |  |  |  |  |  |  |  |  |  |  |  |  |  |  |  |  |  |  |  |  |  |  |  |  |  |  |  |  |  |  |  |  |  |  |  |